# فابریتسیو پولتی
فابریزیو پولتی (به ایتالیایی: Fabrizio Poletti) بازیکن فوتبال و اهل ایتالیا است 

## تیم ملی
از سال ۱۹۶۵ میلادی عضو تیم ملی فوتبال ایتالیا بوده و در ۶ بازی ملی حضور داشته‌است. او در بازی‌های ملی‌اش گلی به ثمر نرساند.
فابریزیو پولتی آخرین بازی ملی خود را در سال ۱۹۷۰ میلادی انجام داد.